# Чемпионат мира по шоссейным велогонкам 1953
26-й чемпионат мира по шоссейному велоспорту проходил в швейцарском городе Лугано с 29 по 30 августа 1953 года. Он стал пятым на территории Швейцарии.
В рамках чемпионата были проведены шоссейные групповые гонки среди мужчин у любителей и профессионалов.

## Призёры
| Велогонка                      | Золото                    | Серебро                  | Бронза                |
| ------------------------------ | ------------------------- | ------------------------ | --------------------- |
| Групповая гонка. Профессионалы | Фаусто Коппи · Италия     | Жермен Дерийке · Бельгия | Стан Окерс · Бельгия  |
| Групповая гонка. Любители      | Риккардо Филиппи · Италия | Гастоне Ненчини · Италия | Рик Ван Лой · Бельгия |

## Медальный зачёт
*   Принимающая страна (Швейцария)
| Место          | Страна         | Золото | Серебро | Бронза | Всего |
| -------------- | -------------- | ------ | ------- | ------ | ----- |
| 1              | Италия         | 2      | 1       | 0      | 3     |
| 2              | Бельгия        | 0      | 1       | 2      | 3     |
| Всего стран: 2 | Всего стран: 2 | 2      | 2       | 2      | 6     |